# Последние дни (фильм, 1968)
«Последние дни» — советский чёрно-белый фильм 1968 года режиссёра Александра Белинского. Производство: Ленинградское ТВ. Экранизация постановки пьесы Михаила Булгакова «Александр Пушкин». Первая экранизация булгаковского произведения в СССР и третья в мире.

## Сюжет
Постановка о последних днях Александра Пушкина, о том, как общество и власть оценивает жизнь и смерть поэта.

## Актёрский состав:[1]
- Ирина Лаврентьева - Наталья Пушкина
- Антонина Шуранова - Александра Гончарова
- Борис Рыжухин - Александр Бенкендорф
- Владислав Стржельчик - Николай 1
- Анатолий Пустохин - Леонтий Дубельт
- Владимир Тыкке - Жорж Дантес
- Рэм Лебедев - Василий Жуковский
- Олег Басилашвили - Нестор Кукольник
- Владимир Тодоров - Бенедиктов
- Николай Боярский - Битков

## Съемочная группа
- Режиссёр: Александр Белинский
- Оператор: Борис Никаноров
- Звукорежиссёр: Юрий Корчагин
- Монтаж: Г.Сайдаковская
- Художник: Иван Поляков

За год до съёмок завершилась журнальная публикация в «Москве» романа «Мастера и Маргарита».
Режиссёром выступил Александр Белинский, снявший десятки на Ленинградском ТВ фильмов-спектаклей и телеспектаклей по классическим произведениям русской литературы.